# أوسكار ر. لانج
أوسكار ريزارد لانج (بالبولندية: Oskar Ryszard Lange)‏ (27 يوليو 1904 - 2 أكتوبر 1965) اقتصادي ودبلوماسي بولندي. عُرف بتأييده لاستخدام أدوات تسعير السوق في النظم الاشتراكية وتقديم نموذج لاشتراكية السوق. استجاب لمشكلة الحساب الاقتصادي التي اقترحها لودفيج فون ميزس وفريدريش هايك من خلال الادعاء بأن المديرين في الاقتصاد المخطط مركزيًا سيكونون قادرين على مراقبة العرض والطلب من خلال الزيادات والانخفاضات في مخزون السلع، ودعا إلى تأميم الصناعات الرئيسية. خلال إقامته في الولايات المتحدة، كان لانج مدرسًا أكاديميًا وباحثًا في الاقتصاد الرياضي. في وقت لاحق في بولندا الاشتراكية، أصبح عضوًا في اللجنة المركزية لحزب العمال البولندي الموحد.

## مهنته
وُلد لانج في توماسوف مازوفيسكي لآرثر يوليوس لانج وصوفي ألبرتاين روزنر. هاجر أجداده في بداية القرن التاسع عشر من ألمانيا إلى بولندا. درس القانون والاقتصاد في جامعة كراكوف، حيث قدم أطروحة الدكتوراه في عام 1928 بإشراف آدم كريزانوفسكي. من عام 1926 حتى عام 1927، عمل لانج في وزارة العمل في وارسو، ثم أصبح مساعد باحث في جامعة كراكوف (1927-1931). تزوج آيرين أودرفيلد في عام 1932. في عام 1934، نقلته منحة من مؤسسة روكفيلر إلى إنجلترا، ثم هاجر إلى الولايات المتحدة في عام 1937. أصبح لانج أستاذًا بجامعة شيكاغو في عام 1938 ومُنح الجنسية الأمريكية في عام 1943.
أقنع جوزيف ستالين، الذي وصف لانج كشخص يساري ومؤيد للسوفيت، الرئيس فرانكلين دي. روزفلت بمنح لانج جواز سفر لزيارة الاتحاد السوفيتي بصفة رسمية، حتى يتسنى لستالين التحدث معه شخصيًا؛ واقترح أن يعرض عليه منصبًا في الحكومة البولندية المستقبلية. اعترضت وزارة الخارجية على سفر لانج كمبعوث لأنهم شعروا أن وجهات نظره السياسية لا تمثل الأميركيين من أصل بولندي ولا الرأي العام الأمريكي بشكل عام. تسببت رحلة لانج إلى الاتحاد السوفيتي في عام 1944 في إثارة مزيد من الجدل، وأدانه الكونغرس الأمريكي البولندي المُنشأ حديثًا ودافع عن مصالح الحكومة البولندية في المنفى في لندن. عاد لانج إلى الولايات المتحدة في نهاية شهر مايو واجتمع، بناءً على طلب روزفلت، برئيس وزراء الحكومة في المنفى، ستانيسلاو ميكولايكزيك، الذي كان في زيارة إلى واشنطن. أكد لانج مدى استعداد ستالين ليكون منطقيًا (أخبره ستالين برغبة السوفيت في الحفاظ على استقلال بولندا في ظل حكومة ائتلافية)، وطالب وزارة الخارجية بالضغط على القيادة البولندية المنفية للوصول إلى تفاهم مع الزعيم السوفيتي.
قرب نهاية الحرب العالمية الثانية، انفصل لانج عن الحكومة البولندية في المنفى ونقل دعمه إلى لجنة لوبلين برعاية الاتحاد السوفيتي. كان لانج بمثابة وسيط بين روزفلت وستالين خلال مناقشات مؤتمر يالطا بشأن وضع بولندا بعد الحرب.
بعد انتهاء الحرب في عام 1945، عاد لانج إلى بولندا. ثم تخلى عن جنسيته الأمريكية وعاد إلى الولايات المتحدة في نفس العام بصفته أول سفير للجمهورية البولندية في الولايات المتحدة. في عام 1946، شغل لانج أيضًا منصب مندوب بولندا في مجلس الأمن التابع للأمم المتحدة. من عام 1947 عاش في بولندا.
عمل أوسكار لانج في الحكومة البولندية وواصل نشاطه الأكاديمي في جامعة وارسو والمدرسة الرئيسية للتخطيط والإحصاء. كان نائب رئيس مجلس الدولة البولندي في الأعوام 1961-1965، وبذلك كان أحد نواب رؤساء مجلس الدولة الأربعة.

## مساهماته الأكاديمية
جاءت أهم مساهمات لانج في الاقتصاد خلال فترة إقامته في أمريكا الممتدة من عام 1933 حتى عام 1945. على الرغم من كونه اشتراكيًا متحمسًا، استنكر لانج نظرية قيمة العمل الماركسية لأنه كان مؤيدًا بشدة للنظرية الاقتصادية التقليدية المحدثة للأسعار. في تاريخ الاقتصاديات، اشتهر بعمله على كتاب النظرية الاقتصادية للاشتراكية الذي نُشر عام 1936، إذ جمع بين الماركسية في الاقتصاد والاقتصاديات التقليدية المحدثة.
في كتابه، أيّد لانج استخدام أدوات السوق (خاصة نظرية التسعير التقليدية المحدثة) في التخطيط الاقتصادي للاشتراكية والماركسية. اقترح أن تحدد مجالس التخطيط المركزية الأسعار عن طريق «التجربة والخطأ»، وإجراء تعديلات عند حدوث نقص أو فائض عوضًا عن الاعتماد على آلية التسعير الحر. وفقًا لهذا النظام، يختار المخططون المركزيون أسعارًا عشوائية لمنتجات المصانع الحكومية ويرفعونها أو يخفضونها، اعتمادًا على ما إذا كان ذلك سينتج نقصًا أو فائضًا. بعد إجراء هذه التجربة الاقتصادية عدة مرات، تُستَخدم أساليب رياضية للتخطيط للاقتصاد: إذا كان يوجد نقص، تُرفع الأسعار؛ إذا كان يوجد فائض، تُخفض الأسعار. يشجع رفع الأسعار الشركات على زيادة الإنتاج، رغبةً منها في زيادة الأرباح، وبذلك تتغلب على النقص. ويشجع تخفيض الأسعار الشركات على تقليص الإنتاج بهدف الحد من الخسائر، الأمر الذي سيقضي على الفائض. بحسب رأي لانج، يمكن لمحاكاة آلية السوق هذه أن تسمح بإدارة العرض والطلب بشكل فعّال. أكّد مؤيدو هذه الفكرة بأنها تجمع بين مزايا اقتصاد السوق ومزايا الاقتصاد الاشتراكي.
ادّعى لانج، أنه مع استخدام هذه الفكرة، سيكون الاقتصاد المخطط مركزيًا على الأقل بنفس كفاءة اقتصاد السوق الرأسمالي أو الخاص. وزعم أن هذا الأمر ممكن، شرط أن يستخدم المخططون الحكوميون نظام الأسعار كما في اقتصاد السوق وأن يطلبوا من مديري الصناعة في الدولة أن يستجيبوا للأسعار التي تحددها الدولة (تقليل التكلفة، إلخ) باستخدام المعامِلات. كانت حجة لانج إحدى محاور مناظرة الحساب الاشتراكي مع علماء الاقتصاد في المدرسة النمساوية. في ذلك الوقت، كان الرأي السائد بين الاشتراكيين الإنجليز في الجمعية الفابية أن لانج هو من ربح المناظرة. قدمت أعماله النموذج الأول لاشتراكية السوق.
منح المعهد الدولي للدراسات الاجتماعية أوسكار لانج زمالة فخرية في عام 1962.

## روابط خارجية
- أوسكار ر. لانج على موقع الموسوعة البريطانية (الإنجليزية)
- أوسكار ر. لانج على موقع مونزينجر (الألمانية)